# Coelorinchus maurofasciatus
Coelorinchus maurofasciatus es una especie de pez de la familia Macrouridae en el orden de los Gadiformes.

## Morfología
• Los machos pueden llegar alcanzar los 39,9 cm de longitud total.

## Hábitat
Es un pez de aguas profundas que vive entre 482-483 m de profundidad.

## Distribución geográfica
Se encuentra en Australia (incluyendo Tasmania) y Nueva Zelanda.